# Sleeping with the Light On
Sleeping with the Light On és una cançó per la banda de Pop rock britànica, Busted. Va ser gravada el 2002 per al seu àlbum Busted, i posteriorment lliurada com el seu quart senzill, l'Agost del 2003, quan va arribar al número #3 a la UK Singles Chart. Va ser la primera cançó que James Bourne i Matt Willis van escriure junts.

## Posició a les llistes
| Llista (2003)       | Posició |
| ------------------- | ------- |
| Irish Singles Chart | 4       |
| UK Singles Chart    | 3       |

## Llista de pistes

### CD 1
1. "Sleeping with the Light On (Nova versió)"
2. "Year Three School Said No (Busted Medley)"
3. "Last Summer"
4. "Enhanced Section/Vídeo"

### CD 2
1. "Sleeping with the Light On (En directe)"
2. "What I Go to School For (Cors de 40,000 fans de Busted)"
3. "You Said No (En directe)"
4. "Enhanced Section"

### Casset
1. "Sleeping with the Light On (Nova versió)"
2. "Year Three School Said No (Busted Medley)"
3. "Year 3000 (Demo)"